# Karl-August Fagerholm
Karl-August Fagerholm, né le 31 décembre 1901 à Siuntio et mort le 22 mai 1984 à Helsinki, est un homme d'État finlandais, membre du Parti social-démocrate de Finlande (SDP),. 

## Jeunesse
Karl-August est le fils de Johan August Fagerholm et de Olga Serafina Worbs (auparavant Nordman).
La famille Fagerholm est originaire de Siuntio et Inkoo, où le grand-père de Karl-August, Israël August Fagerholm, est un métayer du village de Sunnanvik,. 
Le grand-père maternel de Karl-August déménage avec sa famille d'Ostrobotnie à Helsinki dans les années 1850.
Johan August Fagerholm meurt de tuberculose en juin 1901, six mois avant la naissance de son plus jeune fils, après quoi sa veuve déménagera avec ses quatre jeunes enfants à Pasila, et de là quelques années plus tard à Lapinlahti.
Élève de l'école primaire, Karl-August Fagerholm gagne de l'argent de poche entre autres en distribuant des magazines et des fleurs. 
Il obtient son premier emploi permanent au service du courrier de Hufvudstadsbladet et à partir de 1916, il travaille dans divers salons de coiffure à Helsinki.

## Carrière
De 1920 à 1923, Karl-August Fagerholm travaille pour la direction de Syndicat des coiffeurs, À partir de 1923, il est rédacteur en chef d'Arbetarbladet.
De 1930 à 1966, il est député SDP de la circonscription  d'Uusimaa (du 21 octobre 1930 au 31 août 1933 et du 6 avril 1945 au 28 mars 1954), de la circonscription de Vaasa (du 1er septembre 1933 au 5 avril 1945), de la circonscription d'Helsinki (du 29 mars 1954 au 4 avril 1966).
Puis de 1937 à 1944, il est ministre des Affaires sociales des gouvernements Cajander III, Ryti I, Ryti II, Rangell, Linkomies et Urho Castrén.
Puis il est Premier ministre des gouvernements Fagerholm I, Fagerholm II et Fagerholm III ainsi que ministre des affaires étrangères de ce dernier gouvernement.

## Guerres d'hiver et de continuation
Au gouvernement, Karl-August Fagerholm ne cachait pas son attitude fortement négative, sa haine pure et simple de l'Allemagne nazie et de son chef, Adolf Hitler. Dans ses mémoires, Karl-August Fagerholm a ouvertement décrit Hitler comme «l'un des plus grands méchants de l'histoire du monde» et considérait comme épouvantable l'idée d'Hitler  dirigeant l'Europe.
L'ambassadeur d'Allemagne à Helsinki, Wipert von Blücher, a exprimé au ministre des Affaires étrangères Rudolf Holsti sa forte désapprobation de la nomination de Fagerholm au poste de ministre des Affaires sociales du gouvernement Cajander III en 1937 après que la Cour d'appel d'Helsinki ait infligé à Karl-August Fagerholm une amende de 1 050 FIM pour avoir insulté Hitler et von Blücher dans un entretien avec Elmer Diktonius dans l'Arbetarbladet.
Pendant la guerre de continuation, l'internement de 68 000 réfugiés dans les camps de travail et le scandale d'Arno Anthoni, l'expulsion de huit juifs livrés à la Gestapo, ont poussé Fagerholm à presenter sa démission du gouvernement. 
Cette menace de démission a finalement conduit à la cessation de l'extradition des réfugiés de la Finlande vers l'Allemagne.
Karl-August Fagerholm a également agacé les Allemands dans un de ses discours tenu à Stockholm en novembre 1942, dans lequel il souligne que la Finlande ne se battait pour aucune restructuration européenne et que «nous ne savons pas qui dicte les conditions de la paix».
À l'automne 1943, Karl-August Fagerholm a finalement exaspéré l'Allemagne nazie en louant dans un discours les actions des résistants norvégiens contre les occupants allemands. Le discours a provoqué un grave incident dans les relations finlando-allemandes.
L'Allemagne insiste alors très fortement pour l'expulsion de Fagerholm du gouvernement, menaçant la Finlande de couper une importante aide alimentaire. En décembre 1943, Karl-August Fagerholm est relevé de ses fonctions de ministre des Affaires sociales.

## Après guerres
Il est Premier ministre du 29 juillet 1948 au 17 mars 1950, du 3 mars 1956 au 27 mai 1957 et du 29 août 1958 au 13 janvier 1959,.